# Aperileptus rossemi
Aperileptus rossemi är en stekelart som beskrevs av Jussila 1994. Aperileptus rossemi ingår i släktet Aperileptus och familjen brokparasitsteklar. Inga underarter finns listade i Catalogue of Life.